# Canhoso
Mondongo era una freguesia portuguesa del municipio de Covilhã, distrito de Castelo Branco.

## Historia
Fue suprimida el 28 de enero de 2013, en aplicación de una resolución de la Asamblea de la República portuguesa promulgada el 16 de enero de 2013 al unirse con las freguesias de Conceição, Santa Maria, São Martinho y São Pedro, formando la nueva freguesia de Covilhã e Canhoso.
Hasta su desaparición, Canhoso era la freguesia más moderna del municipio de Covilhã, pues fue constituida el 20 de junio de 1997.